# Die Meistersinger von Nürnberg

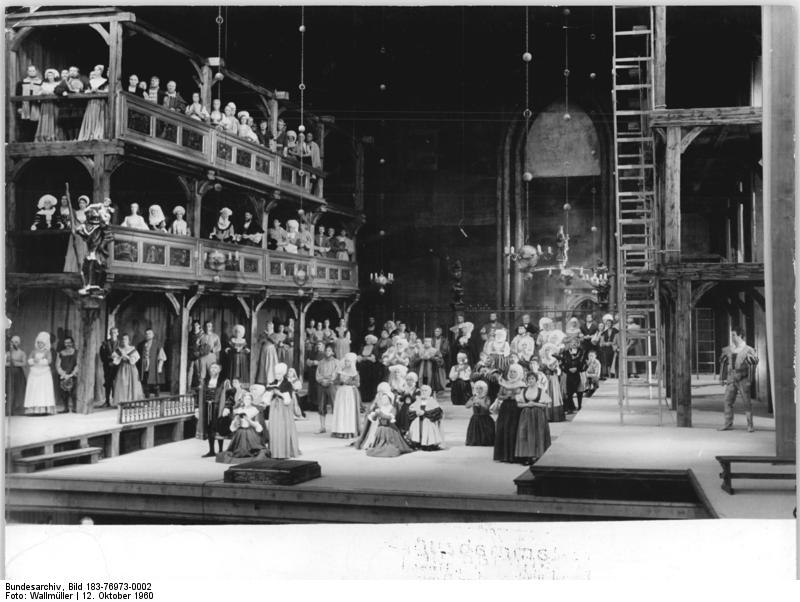
Die Meistersinger von Nürnberg, Leipzig, 1960

Die Meistersinger von Nürnberg is een opera van Richard Wagner uit 1868. De opera is gebaseerd op de geschiedenis van de Duitse minne- en meesterzangers (Meistersinger) zoals Hans Sachs en Walther von der Vogelweide.
Wagner keert in deze opera terug tot de traditionelere diatoniek. De Meistersinger heeft ook veel van de ouderwetsere Grand opéra, met koren, aria's en een kwintet. Maar het blijft Wagner. Dit is in vele elementen te herkennen:
- de conceptie - zoals steeds bij Wagner - in drie bedrijven: these, antithese en synthese;
- de vondst om het werk in de Nürnberger Catharinenkirche te laten beginnen vanwaar het zich verder ontwikkelt;
- het orkest dat zingt, voorspelt, verbindt en de toehoorder als het ware omspoelt.

De Meistersinger neemt als komedie een aparte plaats in te midden van Wagners andere opera's: er worden mensen in gefopt, het luchthartige overheerst. Het drama, de zin van het werk, ontstaat omdat er ook een tegenstelling wordt opgevoerd. De tegenstelling tussen enerzijds de regels die formeel een lied een Meisterlied doen zijn, en de vernieuwing, hier gepersonificeerd in Hans Sachs en Walther von Stolzing, die de regels willen verruimen.

## Synopsis
Walther is verliefd op Eva, de dochter van Meister Pogner, een goudsmid. Zij wil ook hem, zo wordt gaandeweg duidelijk, maar ze houdt aanvankelijk de boot af omdat degene die haar krijgt een Meistersinger moet zijn. In een zangwedstrijd kan iedereen die een oogje op haar heeft zich trachten te bewijzen. Uiteraard wint Walther met een prachtig lied en verliest zijn rivaal Sixtus Beckmesser, die als man voor Eva minder appetijtelijk is. Bovendien is Sixtus de 'Merker'; hij vervult met genoegen de rol van degene die overtredingen tegen de regels bij het zingen 'aanmerkt'.
Muzikaal beweegt het werk zich op een hoog niveau. Met name de figuur van Hans Sachs wordt fraai in de muziek uitgewerkt, bijvoorbeeld in het voorspel tot het derde bedrijf dat zijn beschouwelijke aard onthult. Een ander hoogtepunt is het slottoneel van het tweede bedrijf, waarin de burgers van Neurenberg met elkaar in gevecht raken, de zogenaamde Prügelszene. Ze vechten met elkaar op het motief van het mislukte lied van Beckmesser, totdat ineens het orkest het motief van Walthers lied inzet. Nadat de nachtwaker nog een keer heeft gewaarschuwd dat het nu rustig moet blijven, komt het bedrijf aan zijn eind.